# Fireside (Arctic Monkeys)
Fireside is een nummer van de Britse band Arctic Monkeys uit 2014. Het is de zevende en laatste single van hun vijfde studioalbum AM.
Het nummer wist enkel de hitlijsten te behalen in Vlaanderen, waar het de 9e positie behaalde in de Tipparade.